# 中野忠良
中野 忠良（なかの ただよし、1937年3月27日 - ）は、日本のジャーナリスト、文筆家。

## 来歴
大分県東国東郡国東町生まれ。筆名・宮梵児。1959年國學院大學政経学部卒。雑誌記者を経て、1965年からフリー。
おいしい水の会事務局長。

## 著書
- 『昭和のお家騒動 争いに敗れた経営者たち』現代企画室 1974年
- 『サラリーマンの落とし穴 100社の実例集』国際時代社 1977年
- 『日本的経営の秘密』紀尾井書房 1981年
- 『汚された三越の栄光』エール出版社 1983年
- 『堕ちた法王 戸塚カントリーを荒廃させた三和銀行・渡辺の老醜』岩崎企画 1984年
- 『企業最前線』国際時代社 1985年
- 『おいしい水・百科』おいしい水の会 1989年
- 『尼僧ふたり・瓶の中 詩句集』なかのたゞよし 風濤社 1991年
- 『業界ウォッチング』国際時代社 1993年
- 『株主代表訴訟と経営責任 標的になった企業と株主の言い分』全貌社 1994年

### 共編著
- 遠藤忍『地球儀をだいて』編 東日本出版 1979年
- 『パチンコ産業30兆円の闇 政財官癒着の全構図 怒れ!3000万ファン』坂口義弘共編著 全貌社 1996年